# 沧波门站
沧波门站是位于江苏省南京市玄武区孝陵卫街道的一个铁路车站，有宁铜铁路经过，距离南京西站25公里，邮政编码210049。车站建于1936年，隶属中国铁路上海局集团有限公司南京东直属站，现仅办理客货列车接发的会让站，不办理客货运业务。车站设有1条正线、2条到发线。该站是近期即将实施的宁芜铁路南京市区段改线工程的北端起始点，该工程的南端终点在宁芜铁路的古雄站。